# Sung Dong-il

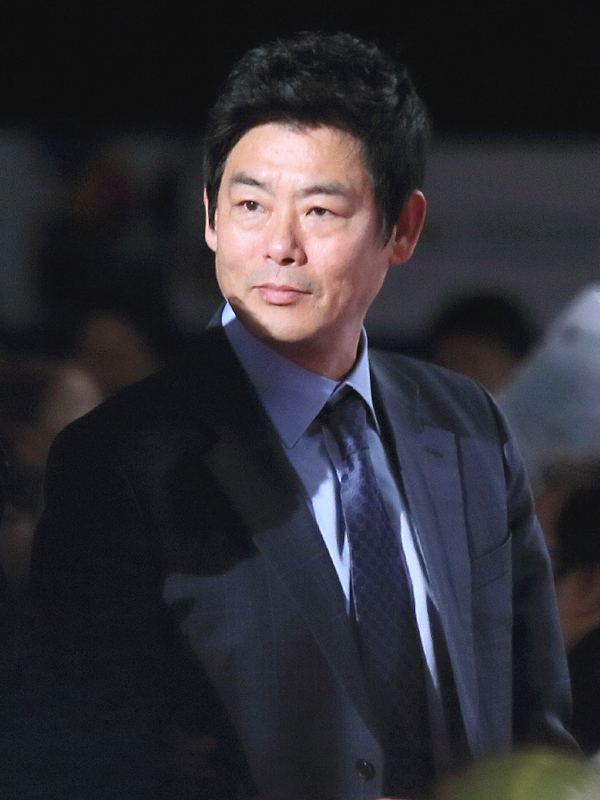
Sung Dong-il, 2015

Sung Dong-il (* 27. April 1967 in Incheon, Südkorea) ist ein südkoreanischer Schauspieler. Nachdem er mehrere Rollen in Fernsehserien hatte, spielte er seine erste große Filmrolle 2006 in 200 Pounds Beauty.
Er ist verheiratet und hat einen Sohn und zwei Töchter.

## Filmografie

### Filme
- 2001: Running 7 Dogs (7인의 새벽)
- 2006: 200 Pounds Beauty (미녀는 괴로워)
- 2008: Once Upon a Time (원스 어폰 어 타임)
- 2009: Take Off (국가대표)
- 2009: The Descendants of Hong Gil-Dong (홍길동의 후예)
- 2010: Hearty Paws 2 (마음이 2)
- 2010: Foxy Festival (페스티발)
- 2011: Children (아이들…)
- 2011: The Suicide Forecast (수상한 고객들)
- 2011: The Client (의뢰인)
- 2011: S.I.U. (특수본)
- 2012: Miss Conspirator (미쓰 GO)
- 2012: The Suck Up Project: Mr. XXX-Kisser (아부의 왕)
- 2012: The Grand Heist (바람과 함께 사라지다)
- 2012: Marrying the Mafia 5: Return of the Family (가문의 영광5 – 가문의 귀환)
- 2013: Mr. Go (미스터 고)
- 2014: Miss Granny (수상한 그녀)
- 2014: Thread of Lies (우아한 거짓말 Uahan Geojitmal)
- 2015: Chronicle of a Blood Merchant (허삼관 Heosamgwan)
- 2015: Emperor’s Holidays (爸爸的假期)
- 2015: The Accidental Detective (탐정: 더 비기닝 Tamjeong: The Beginning)
- 2017: Because I Love You (사랑하기 때문에 Saranhagi Ttaemune)
- 2017: The King (더 킹)
- 2017: Real (리얼)
- 2017: Midnight Runners (청년경찰 Cheongnyeon Gyeongchal)
- 2017: RV: Resurrected Victims (희생부활자 Uisaengbuhwalja)
- 2017: The Chase (반드시 잡는다 Bandeusi Jamneunda)
- 2018: The Accidental Detective 2: In Action (탐정: 리턴즈 Tamjeong: Returns)
- 2018: Love+Sling (레슬러 Wrestler)
- 2018: The Great Battle (안시성 Ansiseong)

### Fernsehserien (Auswahl)
- 2012: Eungdaphara 1997 (응답하라 1997, tvN)
- 2012: Haeundae Yeonin-deul (해운대 연인들, KBS2)
- 2012: Jeon U-chi (전우치, KBS2)
- 2013: Iris 2 (아이리스 2, KBS2)
- 2013: Jang Ok-jeong Sarange Salda (장옥정 사랑에 살다, SBS)
- 2013: Eungdaphara 1994 (응답하라 1994, tvN)
- 2014: Gapdongi (갑동이, tvN)
- 2014: It’s Okay, That’s Love (괜찮아, 사랑이야, SBS)
- 2016: Moon Lovers: Scarlet Heart Ryeo (달의 연인 - 보보경심 려, SBS)
- 2020: The Cursed (방법 Bangbeop, tvN)
- 2021: Sisyphus: The Myth (시지프스, JTBC)